# Wektory współliniowe
Wektory współliniowe (kolinearne) – wektory o tym samym kierunku, czyli do siebie równoległe (mogą też leżeć na jednej prostej).
Wektory te tworzą więc kąt 0° albo 180° (zależnie od ich zwrotów). Korzystając z definicji iloczynu wektorowego, stwierdzić można, iż warunkiem kolinearności dwóch wektorów a i b jest zerowanie się ich iloczynu wektorowego: a × b = 0.
Dwa wektory a = [ax, ay, az] i b = [bx, by, bz] są do siebie równoległe (kolinearne), kiedy ich współrzędne są proporcjonalne, czyli:
{\displaystyle a_{x}=kb_{x}}
{\displaystyle a_{y}=kb_{y}}
{\displaystyle a_{z}=kb_{z}}
gdzie k jest dowolną liczbą rzeczywistą, różną od 0. Długości obu wektorów są wtedy również proporcjonalne (|a| = k|b|). Przy tak poczynionych założeniach widać wyraźnie, że współrzędne wektora c = [cx, cy, cz], będącego iloczynem wektorowym danych wektorów, gdzie:
{\displaystyle c_{x}=a_{y}b_{z}-a_{z}b_{y}}
{\displaystyle c_{y}=a_{z}b_{x}-a_{x}b_{z}}
{\displaystyle c_{z}=a_{x}b_{y}-a_{y}b_{x}}
się zerują, zatem wektor c (iloczyn wektorowy) również się zeruje.